# Coeliccia hoanglienensis
Coeliccia hoanglienensis là loài chuồn chuồn trong họ Platycnemididae. Loài này được Do mô tả khoa học đầu tiên năm 2007.